# 自律走行ロボット
自律走行ロボット（じりつそうこうロボット、英語: Autonomous Mobile Robot、略称: AMR、もしくは自律搬送ロボット、自律移動ロボットなど）とは、搬送機器の一つ。
AGV (Automated guided vehicle) と呼ばれる搬送ロボットが走行のために磁気テープなどの誘導装置を必要とする一方、AMR はセンサーなどで経路を把握し、自律的に走行することができる。

## 概要
ロボットの自律走行には、ロボットが自己位置と周囲の環境（どこに障害物があり、どこが走行可能なのか）を把握する必要があるが、SLAM技術の登場によりこれが実現した。またセンサーを搭載するため、人間などが走行経路を遮った場合は自動で減速または停止し、危険を回避することが可能である。そのため、安全上の問題から AGV では実現が難しい人間が活動する空間での運用に向く。

## 主な用途
食事（料理）搬送用
病院や福祉施設等で多数の部屋に配送するもの、ホテルのルームサービス用途、飲食店でテーブル間を巡る「配膳ロボット」などに大別される。「下げ膳」を行う「下膳ロボット」もある。
自動倉庫
出庫作業支援や作業効率化、人員削減を目的とした「倉庫ロボット」の用途で使用される。